# Sông Alabama
Sông Alabama là một con sông ở tiểu bang Alabama, được hình thành bởi các sông Tallapoosa và Coosa, hợp lưu khoảng 6 dặm (10 km) về phía bắc của Montgomery.
Con sông chảy về phía tây đến Selma, sau đó về phía tây nam cho đến khi, khoảng 45 dặm (72 km) từ Mobile, kết hợp với Tombigbee, hình thành các con sông Mobile và Tensaw, đổ vào vịnh Mobile.
Dòng chảy của sông rất uốn khúc. Chiều rộng của nó thay đổi từ 50 đến 200 m (46–180 m), và chiều sâu của nó 3–40 feet (1–12 m). Chiều dài của nó được Cục Khảo sát Địa chất Hoa Kỳ đo được là 318,5 dặm (512,6 km), [3] và tàu hơi nước đo lường, 420 dặm (680 km). 
Dòng sông đi qua các huyện nông nghiệp và gỗ giàu nhất của nhà nước. Đường sắt kết nối với các khu vực khoáng sản của trung tâm miền bắc Alabama.
Sau các con sông Coosa và Tallapoosa, nhánh chính của Alabama là sông Cahaba, cự ly khoảng 194 dặm (312 km) dài và nhập vào sông Alabama khoảng 10 dặm (16 km) dưới Selma. Nhánh chính các sông Alabama là các sông Coosa, đi qua các khu vực khoáng sản của Alabama và là điều hướng ánh sáng, dự thảo tàu từ Rome, Georgia, khoảng 117 dặm (188 km) ở trên Wetumpka (khoảng 102 dặm (164 km) dưới đây Rome và 26 dặm (42 km) dưới đây Greensport), và từ Wetumpka đến ngã ba của nó với Tallapoosa. Các kênh của dòng sông đã được cải thiện đáng kể bởi chính phủ liên bang.
Việc chuyển hướng của Tallapoosa sông - trong đó có nguồn của nó trong quận Paulding, Georgia, và khoảng 265 dặm (426 km) dài - được ngăn chặn bởi bãi cát ngầm và giảm 60 feet (18 m) tại Tallassee, một vài dặm về phía bắc của đường giao nhau của nó với Coosa. Alabama là điều hướng trong suốt cả năm.
Sông đóng một vai trò quan trọng trong sự tăng trưởng của nền kinh tế trong khu vực trong thế kỷ 19 như là một nguồn vận chuyển hàng hoá. Con sông này vẫn được sử dụng để vận chuyển các sản phẩm nông nghiệp, tuy nhiên, nó không phải là quan trọng vì nó một lần là do việc xây dựng đường bộ và đường sắt.